# مرغ مارسالا

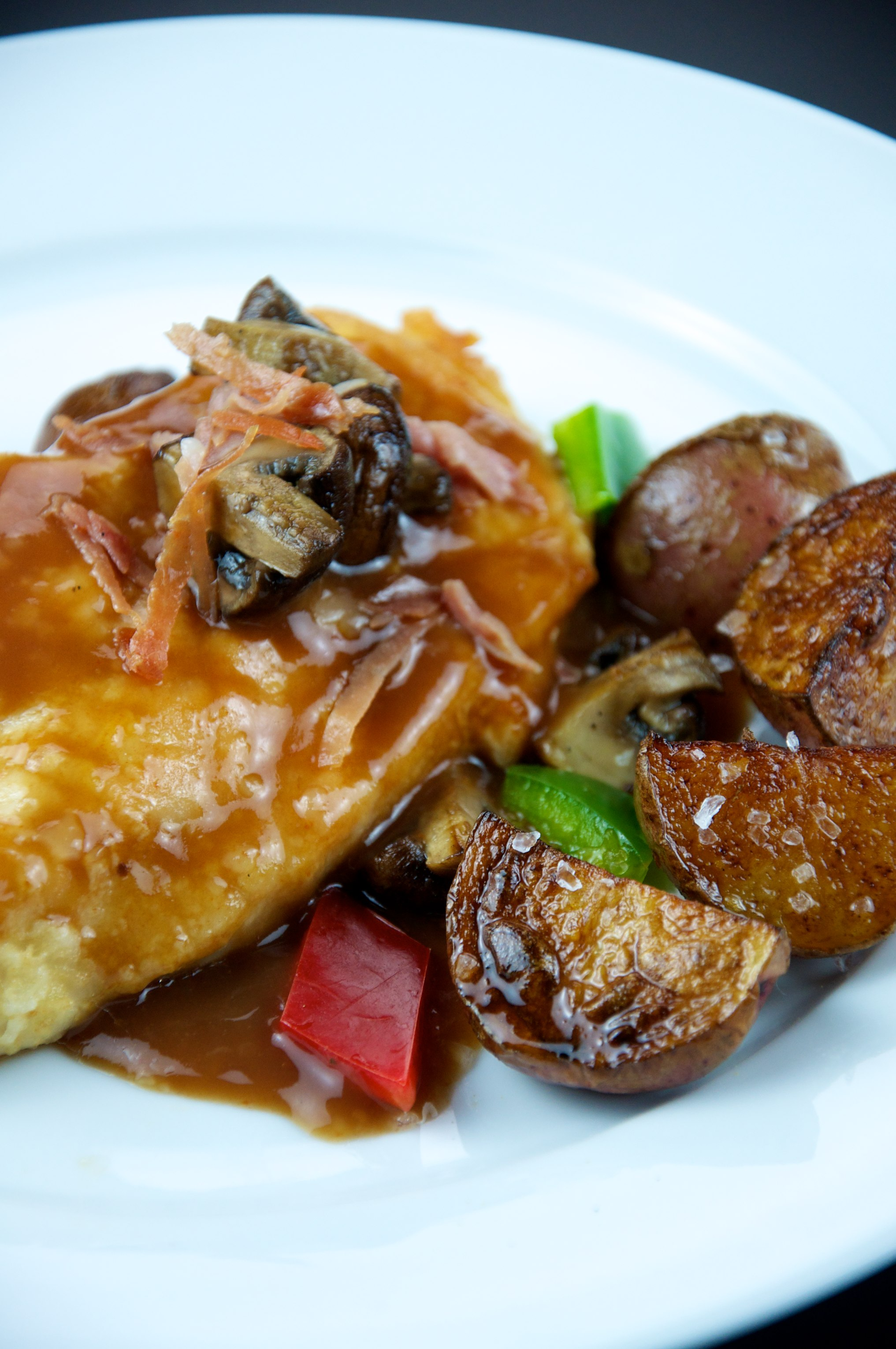
مرغ مارسالا با قارچ، سیب‌زمینی قرمز، فلفل دلمه‌ای قرمز و سبز و پانشیتا

مرغ مارسالا خوراکی ایتالیایی-آمریکایی است که با کتلت مرغ، قارچ، سیر یا شالت خرد شده و شراب مارسالا تهیه می‌شود و معمولاً با پاستای کاپلینی سرو می‌شود.